# Domácí péče
Domácí péče (Engels: Home Care) is een Tsjechisch-Slovaakse film uit 2015, geschreven en geregisseerd door Slávek Horák. De film ging in première op 5 juli op het Internationaal filmfestival van Karlsbad.

## Verhaal
Vlasta is een thuisverpleegster die zich onbaatzuchtig inzet op het platteland in Zuid-Moravië voor haar patiënten, haar man Láda en haar dochter. Maar op een dag verandert hun leven drastisch wanneer Vlasta zelf ziek wordt en hulp van buitenaf nodig heeft. Via de dochter van een van haar patiënten probeert ze alternatieve geneeswijzen, dit tot groot ongenoegen van haar man die er weinig vertrouwen in heeft.

## Rolverdeling
| Acteur             | Personage |
| ------------------ | --------- |
| Alena Mihulová     | Vlasta    |
| Boleslav Polívka   | Láda      |
| Tatiana Vilhelmová |           |
| Zuzana Kronerová   | Mentor    |
| Sara Venclovská    |           |

## Prijzen en nominaties
| jaar | prijs                                    | categorie     | genomineerde(n) | uitslag  |
| ---- | ---------------------------------------- | ------------- | --------------- | -------- |
| 2015 | Internationaal filmfestival van Karlsbad | Beste actrice | Alena Mihulová  | Gewonnen |

## Productie
De film werd geselecteerd als Tsjechische inzending voor de beste niet-Engelstalige film voor de 88ste Oscaruitreiking.